# 朱有熹
朱有熹（1393年1月11日—1428年），一作朱有熺，明朝周定王朱橚庶第五子，封新安王，後被廢。

## 早年
朱有熹是明太祖的第三十六个孙子。洪武三十五年（1402年）八月，朝廷封他為新安王。永乐四年（1406年）正月，与四哥祥符王朱有爝、六弟永宁王朱有灮、七弟汝陽王朱有煽加冠。五年（1407年）九月，周世子朱有燉、朱有熹、朱有灮、朱有煽前往自己的封國，分别被赏赐宝鈔和钱幣，从官也被赏赐宝钞。八年（1410年）十二月，册封永寧衛指揮徐琪的妹妹為新安王妃。十五年（1417年）三月，朱有熹与朱有爝、朱有灮、朱有煽入朝。当月，他们与堂兄興平王朱尚烐、永壽王朱尚灴回到自己的封國，分别被赏赐宝鈔和钱幣。十一月，因朱有熹的宦官领着军马假言朱有熹来朝，直抵大名围猎，劫掠百姓，明太宗敕令朱橚立即械送其人入京惩治。二十二年（1424年）八月，王妃徐氏薨，明仁宗命有司经營喪葬。
朱有熹經常親手殺人，哥哥们都不敢说半句话，只有二哥汝南王朱有爋與他經常來往。朱有熹嗜好生食人脑及肝胆，常在薄暮時分等候门口路过的人，诱入王府杀了吃，因此他的王府门前不到申时（下午三到五点）就没有行人了。

## 被废
彰德守將王友向朝廷舉報表示自己發現了祥符王朱有爝與趙王朱高燧同謀不軌的書信，明宣宗认为二王不会谋反，怀疑是王友诬陷，並立即抓捕王友到京城，王友不服罪。朱有爝到京城，也说自己根本沒有謀反，並表示平日与朱有熹關係不好、被其厌恶，一定是朱有熹下屬栽贓自己。宣德三年（1428年）四月，宣宗写信给周宪王朱有燉，召朱有熹对质。朱有熹还没入京，朱有燉已派人上報朝廷，称已经秘密查访得知朱有熹曾派人前往彰德，一到就回去了，与书信出现的时间相吻合。宣宗命宦官和锦衣卫骑马去河南秘密抓住朱有熹所派的人，又得到朱有熹指使伪造书信、印章的人，都抓到京城讯问，這些人都認罪，并追得朱有熹所賞賜的白金珍宝彩币等財物。闰四月，朱有熹承認謀反书信不是朱有爝所寫，而是自己和汝南王朱有爋所寫。宣宗獎賞了朱有爝，派宦官護送他回封国，再写信告知朱有燉，召朱有爋进京。
宣宗命京师亲王及皇亲文武大臣询问，並出示书信、伪造之人、以及朱有熹賞賜給下屬的財物，两人都无话可说，一会儿朱有熹说這些都是朱有爋的计策，朱有爋則表示偽造的書信、印章都出自新安王府，并非只有自己一人有罪。朱有熹于是揭发朱有爋谋害朱有燉的数十件事，朱有爋也告发朱有熹杀人吃人的事。寫伪书製作伪印的人又说，书词印文都是朱有爋所教，朱有熹威逼他们，赏赐的物品來自两人，并说到自己「被二王威逼，當時朱有熹怒说如果不听话就砍头，不得出门」。在證人證詞面前，朱有爋、朱有熹都面如死灰，闭目俯首，汗流浃背。群臣问他们还有什么话说，他们都说自己没有话了，罪该万死，只希望陛下垂怜。于是大臣回奏两人皆已認罪无异议。宣宗问依法應如何处置，大臣答，按法律，寫隐匿姓名文书诬告者，处绞刑，诬告亲人情节严重的，按所诬告罪名加三等处置，朱有爋、朱有熹伪造朱有爝与朱高燧謀反书信還诬告他们有謀反大罪，按法律朱有爋、朱有熹无疑都是死罪。宣宗将证物交给朱高燧，并写信说明情况，举了岷世子朱徽焲诬告弟弟镇南王朱徽煣的例子，宣布按祖训废朱有爋、朱有熹为庶人，讓其家属一同到京城居住，並且在闹市处决伪造书信、印章等的案犯，家属發配给功臣之家为奴，得知二王犯罪却不告发的人都流放边疆。
当朱有熹被削爵迁居京城，周藩治所所在的开封府百姓都拍手称快。同年，朱有熹去世。

## 分歧记载
《元明事類鈔》卷五误作“祥符王有熺”。